# 卡尔·瓦尔特运动枪
卡尔·瓦尔特运动枪有限公司（Carl Walther GmbH Sportwaffen）或称瓦尔特（Walther）是德国武器生产商。拥有超过百年的历史，瓦尔特在手枪发展中有着突出贡献。有着许多传奇经典，比如瓦尔特PPK和瓦尔特P99；这两款手枪都是电影詹姆斯·邦德中所使用的；还有著名的瓦尔特P38，经常是纳粹德國軍官手中的武器，另外日本卡通人物「魯邦三世」的配槍也是瓦爾特P38。

## 产品

### 手枪

#### 运动型

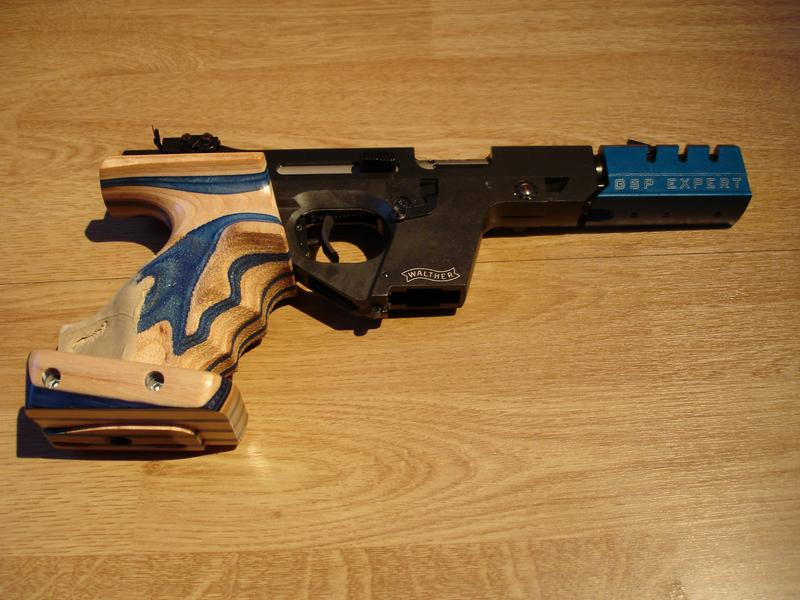
瓦尔特GSP Expert

- 瓦尔特OSP
- 瓦尔特GSP
- 瓦尔特GSP Expert
- 瓦尔特SSP
- 瓦尔特Olympia
- 瓦尔特P22
- 瓦爾特SP22
- 瓦尔特PK380

#### 军、警用型

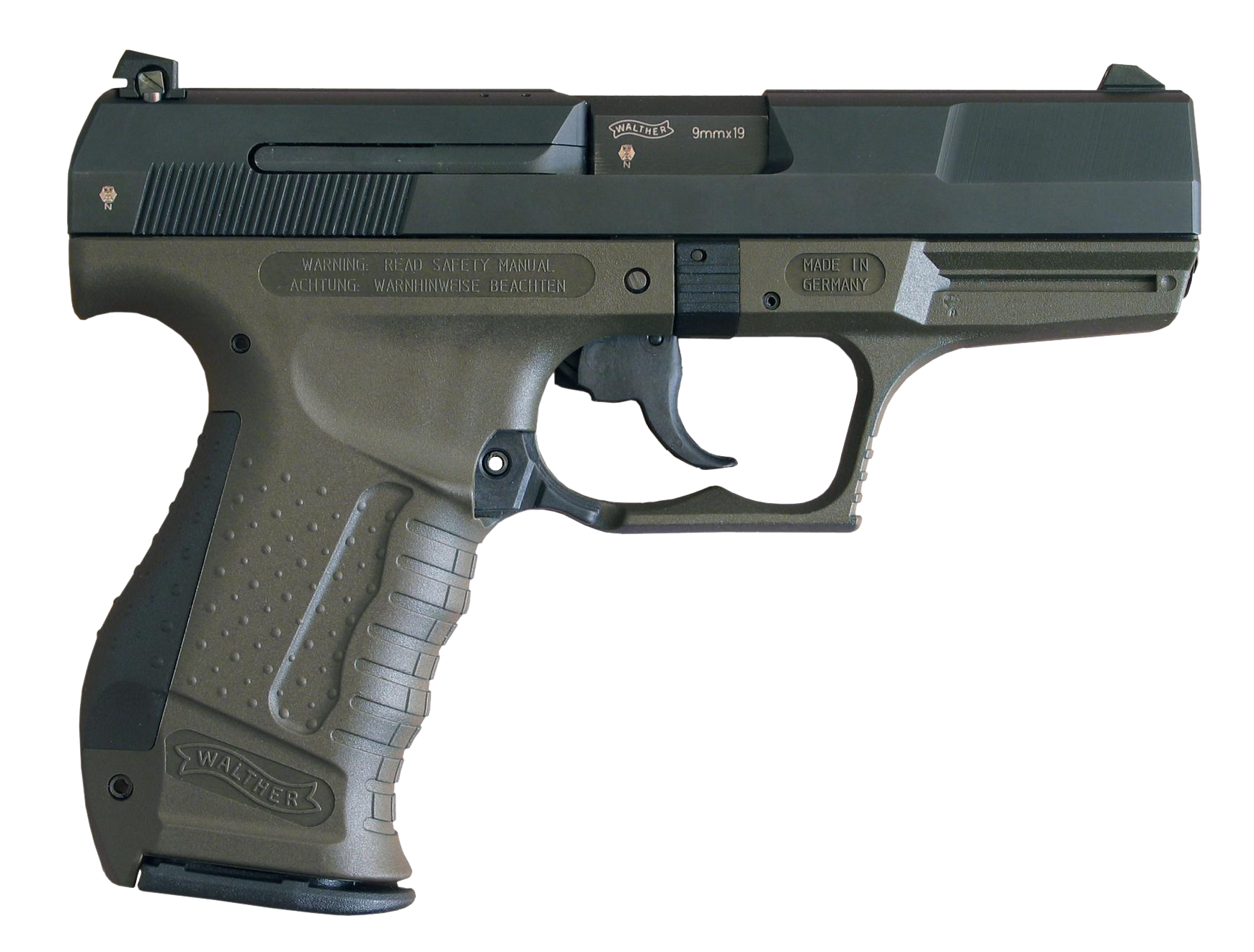
瓦尔特P99

- 瓦尔特PP/PPK
- 瓦尔特P38
- 瓦尔特TPH
- 瓦尔特P1
- 瓦尔特P4
- 瓦尔特P5/Compact
- 瓦尔特P88/Compact
- 瓦爾特P99
- 瓦爾特P22
- 瓦爾特PPS
- 瓦爾特PPQ
- 瓦爾特PPX

### 衝鋒槍
- 瓦爾特MPL
- 瓦爾特MPK
- 瓦爾特MPSD

### 步槍
- Gewehr 41
- Gewehr 43
- 瓦爾特G22
- 瓦爾特WA 2000

### 军刀
瓦尔特亦有生产軍用刀。